# Весняна саламандра
Весняна саламандра (Gyrinophilus) — рід земноводних родини Безлегеневі саламандри ряду Хвостаті. Має 4 види.

## Опис
Загальна довжина цього роду коливається від 11 до 23,2 см. Голова та тіло вузькі. Очі опуклі із горизонтальними зіницями. Хвіст сплощений з боків. Кінцівки не достатньо розвинені. Забарвлення яскравих, світлих кольорів (рожевого, червонуватого, жовтуватого, бежевого, світло—коричневого) з дрібними темними цяточками або плямочками.

## Спосіб життя
Полюбляють проточні водойми, зокрема струмки, невеличкі річки у гірській місцині. Активні вночі. Живляться дрібними безхребетними.
Це яйцекладні амфібії. Самиці відкладають до 150 яєць.

## Розповсюдження
Мешкають у східних штатах США та південних провінціях Канади.

## Види
- Gyrinophilus gulolineatus
- Gyrinophilus palleucus
- Gyrinophilus porphyriticus
- Gyrinophilus subterraneus